# Ukrzyżowanie (obraz Juana de Flandes)
Ukrzyżowanie – obraz olejny autorstwa niderlandzkiego malarza Juana de Flandes, powstały ok. 1509–1519, znajdujący się w zbiorach madryckiego Muzeum Prado.

## Opis
Obraz został zamówiony przez biskupa Juana Rodrígueza de Fonseca dla katedry w Palencii, miał być jednym z paneli w nastawie ołtarzowej. Po bokach głównej sceny ukrzyżowania miały znaleźć się obrazy przedstawiające: Złożenie do grobu i Drogę na Kalwarię. Dzieło przedstawia opisaną w ewangeliach scenę ukrzyżownia Chrystusa.
W centralnej części artysta umieścił postać ukrzyżowanego Chrystusa. Zbawiciel już nie żyje. Z przebitego boku wypływa krew i woda. Niebo się zaciemniło. U stóp krzyża czaszki i kości, nawiązanie do tradycji judeochrześcijańskiej, według której w skale Golgoty pochowany miał być pierwszy człowiek – biblijny Adam. Za krzyżem dwaj przedstawiciele starszyzny żydowskiej na koniach oraz klęcząca św. Maria Magdalena. W oddali, w tle dla całej sceny namalowane zostało miasto otoczone murami – Jerozolima. Po lewej stronie Matka Boża w ciemnej sukni, z dwoma towarzyszącymi jej niewiastami – Marią, matką Jakuba Mniejszego i Józefa, oraz Salome. Nad Maryją stoi św. Jan Apostoł w czerwonym płaszczu. Z prawej strony obrazu stoi żołnierz w zbroi, z mieczem i czerwonym sztandarem – to św. Longin, który zdaje się mówić: Prawdziwie, ten był Synem Bożym. Artysta nie zapomniał o namalowaniu znanego z opisu ewangelicznego naczynia pełnego octu. Widz odnajduje je między grupą niewiast a krzyżem.
W 1944 obraz De Flandesa przejęła rodzina Arburúa. Do Prado trafił w maju 2005, jako spłata długu.